# Мелланд, Родни
Ро́дни Э́двин Ме́лланд (англ. Rodney Edwin Melland; 20 мая 1938, Девилс-Лейк, Северная Дакота — 28 июля 2022, Park River, Северная Дакота) — американский кёрлингист.
В составе мужской сборной США бронзовый призёр чемпионата мира 1971. Чемпион США среди мужчин.
Играл на позиции первого.

## Достижения
- Чемпионат мира по кёрлингу среди мужчин: бронза (1971).
- Чемпионат США по кёрлингу среди мужчин: золото (1971).

## Команды
| Сезон   | Четвёртый | Третий         | Второй        | Первый        | Турниры             |
| ------- | --------- | -------------- | ------------- | ------------- | ------------------- |
| 1970—71 | Дейл Диел | Деннис Мелланд | Кларк Сэмпсон | Родни Мелланд | ЧСША 1971 · ЧМ 1971 |

(скипы выделены полужирным шрифтом)

## Частная жизнь
Его младший брат Деннис тоже был кёрлингистом, они играли в одной команде.